# Aire d'attraction de Valgelon-La Rochette
L'aire d'attraction de Valgelon-La Rochette est un zonage d'étude défini par l'Insee pour caractériser l’influence de la commune de Valgelon-La Rochette sur les communes environnantes.

### Carte

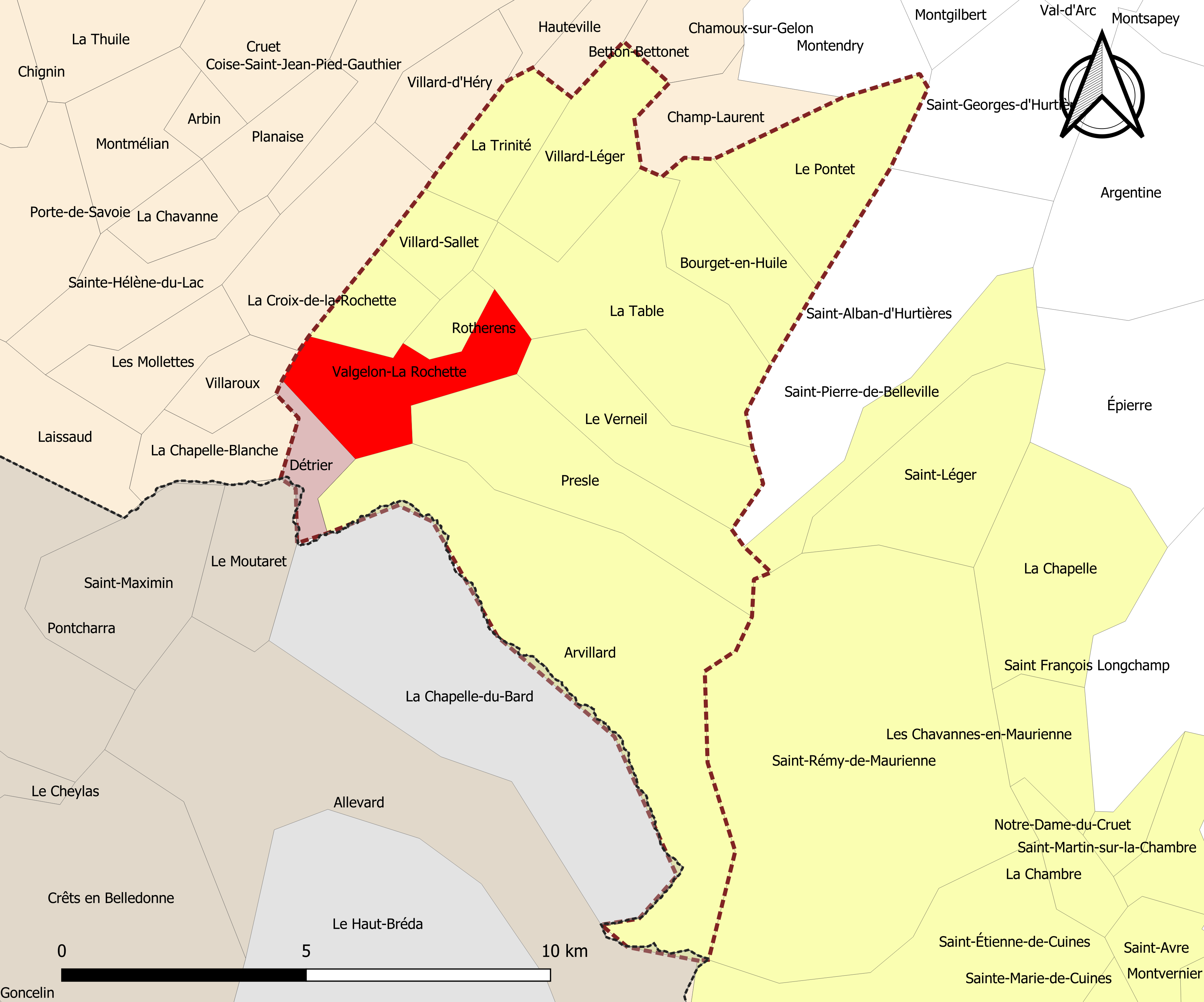
Carte de l'aire d'attraction de Valgelon-La Rochette.
Commune-centre
Commune du pôle principal
Commune de la couronne

## Définition
L'aire d'attraction d'une ville est composée d’un pôle, défini à partir de critères de population et d’emploi ainsi que d’une couronne constituée des communes dont au moins 15 % des actifs travaillent dans le pôle. Le pôle d’attraction constitue ainsi un point de convergence des déplacements domicile-travail,.

## Géographie
L’aire d'attraction de Valgelon-La Rochette est une aire intra-départementale qui comporte 13 communes dans la Savoie. 

### Composition communale
| Nom                                   | Code Insee | Département | Statut                    | Superficie (km2) | Population (dernière pop. légale) | Densité (hab./km2) | Modifier                                    |
| ------------------------------------- | ---------- | ----------- | ------------------------- | ---------------- | --------------------------------- | ------------------ | ------------------------------------------- |
| Valgelon-La Rochette (commune-centre) | 73215      | Savoie      | commune-centre            | 7,36             | 4 185 (2022)                      | 569                | modifier les données · modifier les données |
| Détrier                               | 73099      | Savoie      | commune du pôle principal | 2,25             | 431 (2022)                        | 192                | modifier les données · modifier les données |
| Arvillard                             | 73021      | Savoie      | commune de la couronne    | 29,28            | 849 (2022)                        | 29                 | modifier les données · modifier les données |
| Bourget-en-Huile                      | 73052      | Savoie      | commune de la couronne    | 6,79             | 143 (2022)                        | 21                 | modifier les données · modifier les données |
| La Croix-de-la-Rochette               | 73095      | Savoie      | commune de la couronne    | 3,04             | 382 (2022)                        | 126                | modifier les données · modifier les données |
| Le Pontet                             | 73205      | Savoie      | commune de la couronne    | 8,66             | 133 (2022)                        | 15                 | modifier les données · modifier les données |
| Presle                                | 73207      | Savoie      | commune de la couronne    | 11,58            | 434 (2022)                        | 37                 | modifier les données · modifier les données |
| Rotherens                             | 73217      | Savoie      | commune de la couronne    | 1,74             | 375 (2022)                        | 216                | modifier les données · modifier les données |
| La Table                              | 73289      | Savoie      | commune de la couronne    | 14,85            | 432 (2022)                        | 29                 | modifier les données · modifier les données |
| La Trinité                            | 73302      | Savoie      | commune de la couronne    | 4,88             | 380 (2022)                        | 78                 | modifier les données · modifier les données |
| Le Verneil                            | 73311      | Savoie      | commune de la couronne    | 7,52             | 89 (2022)                         | 12                 | modifier les données · modifier les données |
| Villard-Léger                         | 73315      | Savoie      | commune de la couronne    | 6,73             | 436 (2022)                        | 65                 | modifier les données · modifier les données |
| Villard-Sallet                        | 73316      | Savoie      | commune de la couronne    | 3,14             | 297 (2022)                        | 95                 | modifier les données · modifier les données |

## Démographie
Cette aire est catégorisée dans les aires de moins de 50 000 habitants, une catégorie qui regroupe 12,2 % de la population au niveau national,.